# Pterorhinus berthemyi
Pterorhinus berthemyi là một loài chim trong họ Leiothrichidae.